# Олмо Сан Пјетро (Верона)
Олмо Сан Пјетро је насеље у Италији у округу Верона, региону Венето.
Према процени из 2011. у насељу је живело 22 становника. Насеље се налази на надморској висини од 15 м.